# Romano martire
Romano, detto Ostiarius (... – Roma, 9 agosto 258), è stato un militare romano, secondo l'antica Passio Polichronii et aliorum sanctorum, si convertì al Cristianesimo mentre assisteva al martirio di san Lorenzo.

## Agiografia
Come racconta la Passio, durante il martirio del diacono Lorenzo, Romano ebbe la visione di un angelo che alleviava le sofferenze del martire e decise di chiedere il battesimo. Il procuratore Decio, infuriato per la resistenza fisica di Lorenzo, volle interrompere il tormento. Romano, cercando di operare di nascosto, si avvicinò al diacono con una brocca d'acqua e si fece immediatamente battezzare. Sorpreso, venne arrestato e violentemente percosso, poi dopo essersi pubblicamente dichiarato cristiano venne condotto fuori Porta Salaria e decapitato, il 9 agosto del 258, durante le persecuzioni di Valeriano. Secondo il Liber pontificalis Romano compare come ostiario. 
Le sue reliquie si trovano a Roma, Lucca, Ferrara, San Romano in Garfagnana, Avella e altri chiese / monasteri. È il santo patrono del Principato di Monaco e San Romano in Garfagnana e la sua memoria viene celebrata il 9 agosto.